# 加舒爾布魯木III峰
加舒爾布魯木III峰（英文：Gasherbrum III；烏爾都語：گاشر برم -3），屬於喀喇崑崙山脈，位於靠近中國與巴基斯坦邊界上，界於加舒爾布魯木II峰與加舒爾布魯木IV峰之間。